# Бирюкова, Светлана Сергеевна
Светла́на Серге́евна Бирюко́ва (род. 1 апреля 1991, Ленинград), в девичестве Деня́ева — российская легкоатлетка, специалистка по прыжкам в длину и тройным прыжкам. Выступала за сборную России по лёгкой атлетике в 2010-х годах, чемпионка и призёрка первенств национального значения, участница ряда крупных международных стартов. Представляла Москву и Санкт-Петербург. Мастер спорта России международного класса.

## Биография
Светлана Деняева родилась 1 апреля 1991 года в Санкт-Петербурге.
Занималась лёгкой атлетикой в спортивной школе олимпийского резерва «Луч» в Москве, проходила подготовку под руководством тренеров Е. М. Тер-Аванесова, В. Ф. Соколова, А. Г. Климова.
Впервые заявила о себе в лёгкой атлетике на международном уровне в сезоне 2011 года, когда вошла в состав российской национальной сборной и выступила на молодёжном европейском первенстве в Остраве — в тройном прыжке стала восьмой, тогда как в прыжках в длину в финал не вышла.
В 2012 году на соревнованиях в Москве установила свой личный рекорд в прыжках в длину — 6,72 метра. Принимала участие в чемпионате Европы в Хельсинки, где в той же дисциплине заняла девятое место (после дисквалификации Карин Мелис Мей поднялась до восьмого места).
В 2013 году в прыжках в длину получила бронзу на зимнем чемпионате России в Москве (позже в связи с дисквалификацией Ольги Кучеренко переместилась в итоговом протоколе на вторую позицию). На чемпионате Европы в помещении в Гётеборге показала результат 6,50 метра и в финал не вышла.
В 2014 году на зимнем чемпионате России в Москве уже под фамилией Бирюкова превзошла всех своих соперниц в прыжках в длину и завоевала золотую медаль. На соревнованиях в Москве и Волгограде дважды прыгнула на 6,98 метра, показав лучший результат мирового сезона в помещении.
В 2014—2016 годах отбывала двухлетнюю дисквалификацию за нарушение антидопинговых правил, её проба показала наличие селективного модулятора андрогенных рецепторов остарина.
По окончании срока дисквалификации вернулась в большой спорт. Так, на чемпионате России 2016 года в Чебоксарах взяла бронзу в тройном прыжке.
В 2017 году на чемпионате России в Жуковском стала серебряной призёркой в прыжках в длину, уступив только Елене Соколовой.
За выдающиеся спортивные результаты удостоена почётного звания «Мастер спорта России международного класса».